# Peor es mascar lauchas
Peor es mascar lauchas es el primer álbum de la banda de funk rock chilena Chancho en Piedra. 
El nombre proviene del dicho chileno «peor es mascar lauchas», que quiere decir lo mismo que «peor es nada». 
Con esta primera grabación, la banda establece su tendencia irreverente y auténtica, tanto en lo conceptual como en lo musical, mezclando estilos que influyeron en ellos durante su etapa de colegio, como el funk, el rock, el punk, el hardcore, etc. Definido este trabajo en alguna oportunidad por ellos mismos como música traviesa, por el momento de sus vidas en el cual lo crearon, basándose en melodías y canciones que le hacían como burla a sus profesores y compañeros de curso. Esta producción fue grabada en los estudios Bellavista, durante el período de vacaciones de invierno de 1995 por Gonzalo González, el cual coprodujo junto a la banda este trabajo, y se convirtió en el sonidista oficial para todas las presentaciones en vivo, que cada día aumentaban mientras la banda se hacía más conocida.
Dentro de los músicos invitados para esta producción se puede destacar en las percusiones Christián "Rischlowsky" Moraga, el cual acompañará a la banda en todas sus presentaciones en vivo. El arte de la carátula del disco estuvo a cargo de Felipe, bajista de la banda. Bajo un concepto global ideado por Chancho en Piedra. muestra en su portada a un «Juanito» gigante invadiendo Santiago. Se crea, además, el logotipo oficial de la banda. En la imagen del CD, se puede ver a «Juanito» como el Hombre de Vitruvio de Leonardo Da Vinci.

## Lista de canciones
Todas las canciones escritas y compuestas por Chancho en Piedra, excepto «Sinfonía de cuna», letra en cuestión es un poema de Nicanor Parra. 
| mejor es mascar lauchas |                                             |          |  |
| N.º                     | Título                                      | Duración |  |
| 1.                      | «Peor es mascar lauchas»                    | 0:33     |  |
| 2.                      | «Chancho»                                   | 2:59     |  |
| 3.                      | «Sinfonía de cuna» (Poema de Nicanor Parra) | 2:59     |  |
| 4.                      | «No quiero verte»                           | 1:39     |  |
| 5.                      | «Funky tu madre»                            | 2:33     |  |
| 6.                      | «Sn. Guijuela»                              | 3:08     |  |
| 7.                      | «Paquidermo»                                | 6:14     |  |
| 8.                      | «Lolín»                                     | 2:53     |  |
| 9.                      | «Socio»                                     | 4:17     |  |
| 10.                     | «V. Airianstein»                            | 0:27     |  |
| 11.                     | «Airian»                                    | 2:45     |  |
| 12.                     | «Funk del balsa»                            | 1:49     |  |
| 13.                     | «Mala yerba»                                | 2:14     |  |
| 14.                     | «Guach Perry»                               | 3:57     |  |
| 15.                     | «Fritanga»                                  | 0:15     |  |
| 16.                     | «Frito»                                     | 5:01     |  |

## Sencillos y vídeos
1. «Sinfonía de cuna» (sencillo y video)
2. «Guach Perry» (single y video)
3. «Socio» (sencillo y video)
4. «Frito» (sencillo y video)

- Datos: Q6071614